# 黄色着生杜鹃
黄色着生杜鹃（学名：Rhododendron kawakamii var. flaviflorum）为杜鹃花科杜鹃花属下的一个变种。

## 扩展阅读
- 維基物種上的相關：黄色着生杜鹃